# Sompolinek
Sompolinek – wieś sołecka w Polsce, położona w województwie wielkopolskim, w powiecie konińskim, w gminie Sompolno. 
| SIMC    | Nazwa     | Rodzaj    |
| ------- | --------- | --------- |
| 0295797 | Olszewo   | część wsi |
| 0295805 | Wymysłowo | część wsi |

W latach 1975–1998 miejscowość administracyjnie należała do województwa konińskiego. Według danych z roku 2009 Sompolinek, wraz z należącym do sołectwa Szczerkowem liczył 250 mieszkańców, w tym 130 kobiet i 120 mężczyzn. Mieszkańcy wsi wyznania katolickiego przynależą do parafii św. Marii Magdaleny w Sompolnie.